# Clothoïde
« Spirale de Cornu », « Spirale d'Euler » et « Spirale de Fresnel » redirigent ici. Pour les articles homonymes, voir Cornu, Euler (homonymie), Fresnel et Spirale (homonymie).

Animation illustrant l'évolution d'une spirale de Cornu avec le cercle tangentiel de même rayon de courbure à son extrémité, également connu comme cercle osculateur (cliquez sur la vignette pour voir).

Une clothoïde est une courbe plane dont la courbure en un point est proportionnelle à l'abscisse curviligne du point.

Représentation partielle de la clothoïde unitaire, montrée ici avec les points limites asymptotiques et un nombre limité de spires. La courbe complète s'approche indéfiniment des points asymptotiques, marqués au centre des spires, mais après un parcours de longueur infinie qu'il n'est pas possible de représenter. En prolongeant le tracé de la courbe, ces spires deviennent quasi circulaires et sont de plus en plus proches des points asymptotiques.

Ces courbes sont étudiées d'abord en 1694 par Jacques Bernoulli pour mathématiser ses résultats sur les déformations d'une lamelle élastique. Bernoulli ne parvient pas à obtenir une équation de la courbe cherchée, et son idée de sa forme générale est assez vague. À sa suite, Leonhard Euler reprend l'étude ; il en précise les principales propriétés ; toutefois, il ne parviendra à les caractériser complètement qu'après de nombreuses années de travail. Ces travaux sont oubliés et, au xixe siècle plusieurs savants la redécouvrent comme solution à divers problèmes de physique mathématique.

## Étymologie, historique et dénominations de la courbe

### Étymologie
Le nom de clothoïde a été attribué à cette courbe par le mathématicien italien Ernesto Cesàro en 1886,.
Le mot clothoïde vient du grec κλωθειν / klothein : « filer (la laine) ». La même racine apparaît dans le nom de Clotho, celle des trois Moires qui tisse le fil des destinées humaines. Cette appellation évoque métaphoriquement le fil de laine qui s'enroule indéfiniment autour du fuseau.
En français, cette courbe est aussi couramment désignée par spirale de Cornu ou spirale d'Euler. En allemand, elle s'appelle Klothoid ou Spinnkurve (de)  (courbe du fuseau).

### Historique
Cette courbe apparaît d'abord en 1694 comme solution des études de Jacques Bernoulli sur la forme prise par une lamelle élastique fixée d'un côté horizontalement et soumise de l'autre côté à un poids vertical. Bernoulli donne une description générale de la courbe, qu'il ne parvient pas à expliciter, et il suppose, de façon empirique et inexacte, qu'il s'agit d'un arc de parabole.
Leonhard Euler caractérise la courbe en 1743 comme exemple de sa méthode de calcul des variations. Il en donne, moyennant des simplifications, une équation liant l'abscisse curviligne le long de la courbe à son rayon de courbure et, faute de mieux, donne un développement limité des coordonnées, ce qui permet enfin d'en calculer des approximations numériques. Par la suite, il en donne la quadrature complète et, en 1781, il calcule même la position des deux « centres » de la spirale. Cette courbe prend le nom de spirale d'Euler, oubliant la contribution initiale de Bernoulli.
Plus tard, vers 1818, Augustin Fresnel, s'efforçant de démontrer expérimentalement la nature ondulatoire de la lumière, étudie la forme des franges de diffraction d'une source de lumière monochromatique au travers d'une fente rectiligne. Se fondant sur les équations de propagation des fronts d'onde, il en établit partiellement les équations cartésiennes sous forme de deux intégrales. La solution ainsi obtenue décrit une double spirale antisymétrique dont il calcule les positions des centres. L'équivalence des équations de Fresnel et de la spirale d'Euler sera relevée bien plus tard ; Fresnel reconnaîtra la paternité de la découverte d'Euler.
Peu après la publication des travaux de Fresnel, le physicien Alfred Cornu donne dans sa thèse de doctorat (1865) la forme complète des équations et dessine par points la courbe de Fresnel avec une excellente approximation numérique. Henri Poincaré, qui l'eut comme professeur de physique, répandra l'expression « spirale de Cornu » (en parlant de la forme des franges de diffraction de Fresnel) pour désigner la courbe.
Dès 1886, le mathématicien italien Ernesto Cesàro donne à cette courbe, dans ses travaux, le nom de clothoïde, en référence à Clotho (Kλωθω´ en grec), la plus jeune des trois Parques dans la mythologie grecque,. Clotho est la fileuse du temps et de la vie ; ce fil, de façon infinie, se déroule de sa source pour venir s'enrouler de l'autre côté autour d'un point final jamais atteint mais sans cesse approché.
Aux noms et aux travaux de Bernoulli, d'Euler, de Fresnel, de Cornu, de Cesàro, il convient d'ajouter celui de l'ingénieur américain Arthur Talbot qui établit en 1890 la courbe de transition que doit avoir une voie de chemin de fer en ligne droite abordant un virage en arc de cercle afin de minimiser les chocs latéraux dus à la variation de l'accélération centrifuge. Ces chocs rendent les voyages inconfortables, mettent à mal le fret et endommagent le matériel roulant et la voie. Talbot résolut ce problème d'ingénierie en établissant la même solution que celles de Bernoulli et d'Euler (dans l'étude des déformations de lames élastiques), ainsi que de Fresnel et de Cornu (dans l'étude des formes des franges d'interférence de la lumière). Sa solution, aussi appelée spirale de Talbot, est identique aux résultats de Bernoulli, Euler et Fresnel. La clothoïde sera introduite dans les raccordements routiers en France par C. Bourlet et Maurice d'Ocagne, et en Allemagne par l'ingénieur autrichien Léopold Œrley (1936).
Le nom de « clothoïde » est aujourd'hui le plus usité en domaine francophone. Les anglophones utilisent généralement le nom de « spirale d'Euler. »

## Aperçus mathématiques de la clothoïde

### Définition et propriétés

#### Équation de définition
Par définition, une clothoïde est une courbe plane dont la courbure varie proportionnellement à l'abscisse curviligne (la distance mesurée le long de la courbe), c'est-à-dire :
{\displaystyle {\mathcal {C}}={\frac {1}{\mathcal {R}}}={\mathcal {A}}\cdot s} (avec {\displaystyle {\mathcal {A}}>0}),
où :
{\displaystyle {\mathcal {C}}} est la courbure et {\displaystyle {\mathcal {R}}} le rayon de courbure ;

{\displaystyle {\mathcal {s}}} est l'abscisse curviligne le long de la courbe ;

{\displaystyle {\mathcal {A}}} un coefficient de dimension [L]−2.

#### Clothoïde unitaire et généralisation
Le coefficient {\displaystyle A} est un coefficient d'homothétie positif qui règle la taille de la clothoïde sans en modifier la forme. On ne réduit donc pas la généralité du problème en posant que la clothoïde unitaire est une courbe plane telle que :
- {\displaystyle A=1} ;
- les abscisses curvilignes ont pour origine l'origine des coordonnées ;
- la pente à l'origine est nulle.

Les coordonnées de toute clothoïde se déduisent de la clothoïde unitaire par la combinaison d'une homothétie de paramètre {\displaystyle k}, d'une rotation d'angle {\displaystyle \theta } et d'une translation de valeur {\displaystyle {\binom {x_{0}}{y_{0}}}}. C'est-à-dire que si les coordonnées de la clothoïde unitaire sont {\displaystyle {\binom {X}{Y}}}, les coordonnées de toute clothoïde s'en déduisent par :

{\displaystyle {\binom {x}{y}}=k{\begin{pmatrix}\cos \theta &-\sin \theta \\\sin \theta &\cos \theta \end{pmatrix}}{\binom {X}{Y}}+{\binom {x_{0}}{y_{0}}}}
Pour des raisons de facilité de calcul on pose aussi souvent : {\displaystyle A={\frac {2}{a^{2}}}}.
Lorsque {\displaystyle s} est positive, la courbure est positive ; elle est négative lorsque {\displaystyle s} est négative et nulle lorsque {\displaystyle s} est nulle : l'origine est donc un point d'inflexion.

### Propriétés de la clothoïde unitaire

#### Équation intrinsèque
L'équation de définition de la clothoïde unitaire est une équation intrinsèque :
{\displaystyle R\cdot s=1\,} ou :
{\displaystyle s=C\,}
Cette définition n'est pas uniformément partagée.
Les anglophones parlent de normalized Euler spiral (spirale d'Euler normalisée), et prennent pour équation {\displaystyle 2R\cdot s=1\,}; c'est ce choix qui est suivi ici.

#### Expression paramétrique
La clothoïde unitaire {\displaystyle 2R\cdot s=1\,} peut être définie paramétriquement par les équations suivantes :
{\displaystyle \left\{{\begin{matrix}x(t)&=&\int _{0}^{t}\cos {u^{2}}\,\mathrm {d} u\\y(t)&=&\int _{0}^{t}\sin {u^{2}}\,\mathrm {d} u\end{matrix}}\right.}
appelées aussi fonctions de Fresnel.

#### Généralisation
Toujours pour {\displaystyle 2R\cdot s=1\,} : les équations paramétriques ci-dessus sont équivalentes à une équation unique formulée dans le plan complexe, l’intégrale de Fresnel :
{\displaystyle p(t)=\int _{0}^{t}{\rm {e}}^{{\rm {i}}u^{2}}\,{\rm {d}}u}
avec :
- Abscisse curviligne : {\textstyle s=t}
- Pente de la tangente : {\textstyle \varphi =t^{2}}
- Rayon de courbure : {\textstyle R={\frac {1}{2t}}}

#### Développement limité
Euler a également établi un développement limité des coordonnées de la courbe (pour {\displaystyle R\cdot s=1\,} cette fois) en fonction de l’abscisse curviligne : :
{\displaystyle \left\{{\begin{matrix}x&=&s-{\dfrac {s^{5}}{1\cdot 2\cdot 5\cdot 2^{2}}}+{\dfrac {s^{9}}{1\cdot 2\cdot 3\cdot 4\cdot 9\cdot 2^{4}}}-{\dfrac {s^{13}}{1\cdot 2\cdot ...\cdot 5\cdot 6\cdot 13\cdot 2^{6}}}+...&=&{\displaystyle \sum _{n=0}^{+\infty }}&{\dfrac {(-1)^{n}\cdot s^{4n+1}}{(2n)!\cdot (4n+1)\cdot 2^{2n}}}\\[5pt]y&=&{\dfrac {s^{3}}{1\cdot 3\cdot 2}}-{\dfrac {s^{7}}{1\cdot 2\cdot 3\cdot 7\cdot 2^{3}}}+{\dfrac {s^{11}}{1\cdot 2\cdot 3\cdot 4\cdot 5\cdot 11\cdot 2^{5}}}-{\dfrac {s^{15}}{1\cdot 2\cdot ...\cdot 6\cdot 7\cdot 15\cdot 2^{7}}}+...&=&{\displaystyle \sum _{n=0}^{+\infty }}&{\dfrac {(-1)^{n}\cdot s^{4n+3}}{(2n+1)!\cdot (4n+3)\cdot 2^{2n+1}}}\end{matrix}}\right.}
Ce développement permet de calculer (avec une convergence assez rapide et une bonne stabilité numérique) les coordonnées des points de la courbe et permet de tracer la spirale, au moins pour des valeurs pas trop grandes de s.
Grâce à cette formulation, Euler décrit précisément la forme que doit avoir la courbe complète, là où Bernoulli n'avait qu'une idée assez sommaire de sa forme générale (d'ailleurs l'imprimeur qui avait publié les travaux de Bernoulli ne l'avait pas compris non plus : dans les représentations graphiques des arcs donnés par les schémas sommaires de construction géométrique, celui-ci a confondu la courbe avec un arc de cercle, en complète contradiction avec la nécessité que le rayon de courbure soit en diminution constante, comme le mentionnait pourtant clairement Bernoulli). La forme complète de la courbe, en double spirale antisymétrique (avec une infinité de spires autour de chaque point limite), a été établie par Euler.

#### Géométrie des spires
Lorsque l'abscisse curviligne tend vers l'infini, la courbure croit comme l'abscisse. Le rayon de courbure décroit donc de façon inversement proportionnelle à l'abscisse.
Par exemple entre deux points de la clothoïde séparés par une longueur d'arc {\displaystyle \Delta s}, la courbure {\displaystyle C} s'accroît de {\displaystyle \Delta C=\Delta s}.
Par conséquent le rayon de courbure passe de {\displaystyle R={\frac {1}{C}}} à {\displaystyle R^{\prime }={\frac {1}{C+\Delta C}}={\frac {1}{C+\Delta s}}}.
La différence de rayon de courbure (mesuré hors du point d'inflexion sur la même branche de la double spirale, par exemple sur la branche du premier cadran, de coordonnées positives) est alors :
{\displaystyle \Delta R=R^{\prime }-R={\frac {1}{C+\Delta s}}-{\frac {1}{C}}=-R^{2}{\frac {\Delta s}{1+R\Delta s}}}
La différence de rayon de courbure décroît comme {\displaystyle R^{2}}, de plus en plus lentement à mesure que {\displaystyle R} décroit, c'est-à-dire à mesure qu'augmente le nombre de spires. Chaque spire se rapproche de plus en plus d'un cercle dont le périmètre {\displaystyle 2\pi R} décroît. De sorte que la différence de rayon de courbure à chaque spire, quasi circulaire, s'approche elle aussi de plus en plus de :
{\displaystyle \Delta R\approx -{\frac {4\pi R^{3}}{2+4\pi r^{2}}}},

une quantité négative qui ne peut que décroître (en valeur absolue) lorsque le rayon est lui aussi décroissant.
Le rayon de courbure diminue donc asymptotiquement. Cette analyse géométrique simple ne permet toutefois pas de déterminer si la courbe tend vers un cercle de rayon non nul ou vers un point asymptotique. Cependant, la simple observation de l'équation intrinsèque permet de conclure à la convergence de la courbe vers un point unique puisque le rayon de courbure est par définition inversement proportionnel à l'abscisse curviligne : comme cette dernière tend vers l'infini, le rayon de courbure tend nécessairement vers zéro.

#### Points asymptotiques
Par la suite, il a fallu pas moins de 35 ans à Euler pour déterminer, en 1781, les coordonnées des deux points asymptotiques autour desquels s’enroule la spirale, tout d'abord en démontrant que ces points limites existent (sous la forme d'un point unique de chaque côté, et non d'un cercle), puis pour en préciser la position exacte. Étant parvenu à établir des équations paramétriques de la clothoïde sous une forme équivalente aux équations de Fresnel, il résout ces intégrales à l'aide de la fonction Gamma, déjà définie par Bernoulli en 1729, et en calcule ainsi les coordonnées :
{\displaystyle x_{L}=y_{L}=\pm {\frac {1}{2}}{\sqrt {\frac {\pi }{2}}}}   (cela vaut pour la clothoïde d'équation {\displaystyle 2R\cdot s=1\,})
Dans le cas general {\displaystyle R\cdot s=A^{2}\,}, les coordonnées des points asymptotiques valent: {\displaystyle x_{L}=y_{L}=\pm {\frac {A}{2}}{\sqrt {\pi }}}

### Propriétés géométriques et interpolations
Toutes les clothoïdes peuvent se déduire de la clothoïde unitaire par une homothétie, une rotation et une translation. Ainsi il est possible de déterminer une suite discrète de clothoïdes passant par deux points quelconques du plan selon la donnée des seuls angles des tangentes en ces deux points par rapport au segment les joignant (ou corde).
Si par ailleurs on fixe la déviation angulaire totale subie par les tangentes directrices le long du parcours de l'arc (par exemple la déviation minimale, les autres clothoïdes possibles ne se différenciant que par un nombre entier de spires parcourues dans un sens ou dans l'autre entre les deux points), on peut rechercher une clothoïde respectant cette contrainte (cette dernière pouvant aussi être ramenée à la clothoïde unitaire par un changement de repère orthonormé). On démontre facilement que cette clothoïde existe toujours (sauf dans le cas où les directions des tangentes sont alignées avec celle de la corde, un cas où l'arc unique se réduit alors à un segment de droite, considéré comme une clothoïde dégénérée mais impossible à identifier à la clothoïde unitaire par un changement de repère orthonormé), et que celle-ci est même unique.
De plus l'arc de cette clothoïde unique entre ces deux points et qui respecte les données angulaires des tangentes en ces points ne contient le point d'inflexion central de la clothoïde que si et seulement si les angles des tangentes par rapport à la corde sont de signes opposés.
Enfin cette clothoïde unique sera entièrement déterminée par la valeur de l'abscisse curviligne s au milieu de l'arc entre les deux points (ce milieu étant celui séparant l'arc en deux sous-arcs de même longueur) ; on démontre facilement encore que cette abscisse curviligne s ne dépend que des seuls angles des deux tangentes sur ces deux points. De façon équivalente, cette abscisse curviligne unique fournit l'angle unique de la tangente passant par le point au milieu de l'arc, par rapport à la direction de la corde. Elle fournit aussi de façon équivalente la valeur unique de la courbure (l'inverse du rayon de courbure) à ce même milieu de l'arc.
Par conséquent, une fonction à double entrée, dont les données sont les deux angles (contraints par l'intervalle de déviation totale), permet de donner la valeur de cette courbure centrale.
Cette fonction est elle-même facilement interpolée par la donnée d'une matrice carrée unique (entièrement prédéfinie) dont les indices seraient des valeurs angulaires pour chacune des deux tangentes aux sommets de l'arc, et dont les éléments sont les valeurs de la courbure centrale, avec un nombre limité de valeurs angulaires possibles pour les tangentes aux deux sommets d'arcs donnés ; pour les autres valeurs angulaires de tangentes, une interpolation bicubique des courbures centrales obtenues dans la matrice fournit la valeur approchée avec une excellente précision :
- On obtient une erreur maximale sur la courbure centrale telle que le centre de l'arc de clothoïde unitaire idéal est estimé à une distance ne dépassant pas 10-4, si on utilise une matrice de seulement 32×32 entrées (dans le cas de la détermination de la clothoïde à déviation minimale), c’est-à-dire donnant les valeurs de courbure sont données dans la matrice uniquement pour des angles de tangentes dont les écarts sont de 11,25 degrés.
- Cette interpolation par une clothoïde proche de la clothoïde unique « idéale » peut être améliorée de façon très significative en augmentant la taille de la matrice (de plusieurs ordres de grandeurs sur l'erreur, si on ne fait que doubler chaque dimension de la matrice ; par exemple en utilisant une matrice 64×64 au lieu de 32×32, c'est-à-dire donnant la courbure centrale de la clothoïde d'interpolation idéale pour des angles de tangentes tous 5,625 degrés, ce qui donne alors une erreur maximale de courbure telle que le centre de l'arc idéal est estimé à une distance relative ne dépassant pas 6×10-6 fois la taille de la clothoïde unitaire idéale, toujours en utilisant une interpolation bicubique).
- Cette matrice prédéfinie possède plusieurs symétries et antisymétries si chaque dimension de la matrice contient un nombre pair d'éléments (on peut échanger les deux angles de tangente, en profitant de l'antisymétrie géométrique de la clothoïde par rapport à son centre, car elle peut être « parcourue » dans le sens inverse, ce qui équivaut aussi à une rotation de 180 degrés), ce qui permet aussi d'en réduire la taille de stockage (si nécessaire pour en augmenter la précision).
- La justification du fait qu'une taille faible pour la matrice fixe d'interpolation suffit vient du fait que la courbure au milieu de l'arc de clothoïde passant par deux points donnés avec des angles de tangentes donnés, suit une progression quasi linéaire selon chaque angle donné, qui permet alors une interpolation bicubique de cette courbure centrale avec un nombre réduit de valeurs angulaires prédéterminées pour ces tangentes.

Cette propriété permet alors une recherche très efficace de la clothoïde unique par des méthodes numériques à convergence rapide et numériquement stables. La même méthode permet aussi de rechercher la position du point d'inflexion de la clothoïde (utile si on cherche à interpoler un arc de clothoïde entre deux points dont les tangentes forment avec la corde des angles de signes opposés), ou des points de coordonnées extrémales (là où les tangentes sont orientées parallèlement ou orthogonalement avec un des vecteurs du repère orthonormé, ou toute autre direction fixe).

## Utilité et usages de la clothoïde
La clothoïde – quel que soit le nom qu'on lui donne – est une courbe plane remarquable : elle est solution de plusieurs problèmes physiques et techniques qui n'ont que peu de rapports entre eux. Elle est apparue d'abord à Jacques Bernoulli dans l'étude de la déformation d'une lame métallique sous l'effet d'une force. Son étude a été approfondie par Euler. Elle est apparue de nouveau à Fresnel dans l'étude de la propagation de la lumière. De nos jours, elle a une application technique dans le tracé des voies ferroviaires et routières et en CAO et en DAO.

### Tracé des voies routières et ferroviaires

Raccordement par clothoïde. Le schéma du haut montre le tracé d'un virage constitué du raccordement d'une ligne droite, d'un arc de clothoïde et d'un arc de cercle. Le diagramme du bas montre la variation de courbure (1/R) entre un alignement, où elle est nulle, le segment de clothoïde, où elle croit linéairement et l'arc de cercle où elle est constante.

La trajectoire que parcourt une automobile roulant à vitesse constante et dont le conducteur tourne le volant à vitesse constante est une clothoïde.
Si un véhicule roulant à vitesse constante en ligne droite aborde un virage en arc de cercle, il subit une brusque modification de la force centrifuge : celle-ci, nulle dans la ligne droite, prend, lorsqu'elle aborde l'arc de cercle, une valeur plus ou moins importante selon la vitesse du véhicule et du rayon de l'arc de cercle. Ce phénomène occasionne des chocs latéraux dangereux pour les conducteurs, inconfortables pour les passagers et susceptibles d'endommager le fret et le matériel. Le problème s'est posé d'abord dans le domaine ferroviaire lorsque les trains ont commencé à prendre de la vitesse. Étudié par l'ingénieur américain Arthur Talbot, celui-ci trouve qu'un raccordement de la ligne droite et de l'arc de cercle par un segment de clothoïde permet de supprimer les chocs latéraux et d'assurer une augmentation linéaire de la force centrifuge. Dans le domaine ferroviaire, cette clothoïde est appelée "raccordement progressif" et permet également de faire varier progressivement le dévers entre sa valeur de départ et sa valeur en pleine courbe.
De même, les sabots montés sur les pylônes de téléphériques, et qui supportent le câble porteur, adoptent une forme de clothoïde afin de faire circuler la cabine à vitesse maximale sur les pylônes sans incommoder les passagers.
Faute de tables et de moyens de calcul suffisants, la clothoïde n'a été utilisée dans les tracés de voies ferroviaires et routières qu'à la fin des années 1960. Auparavant, on remplaçait la clothoïde par un segment de parabole qui en constitue une approximation[réf. souhaitée].

### Utilisation enCAOetDAO
La clothoïde connaît un regain d'intérêt dans le tracé de splines aussi bien esthétiques que simples à réaliser de façon mécanique, stables numériquement, et respectant aussi plusieurs propriétés très utiles dans la conception de ces courbes, telle que :
- leur extensibilité – une propriété partagée partiellement par les courbes de Bézier ;
- leur localité.

Les arcs de clothoïde sont utiles dans la conception esthétique de glyphes dans les polices de caractères et dans la production de glyphes dérivés, par exemple par une graisse différente ou un effet d'italique : elles permettent par exemple de modéliser les contours des glyphes tracés par des têtes de crayons ou pinceaux non strictement circulaires (par exemple pour produire une graisse variable le long du contour, selon sa direction ou son sens de tracé.)
La modélisation avec des arcs de clothoïde permet aussi de réduire considérablement le nombre de points de contrôle par rapport aux courbes de Bézier. De plus, elle permet aussi de prendre en compte les déformations visuellement esthétiques nécessaires pour garder la lisibilité et le contraste des glyphes lors de changements de corps (taille de la police).

### Autres applications
Hors des aspects cinématiques, la clothoïde intervient en sidérurgie pour aplanir ou cintrer les tôles et barres de grande épaisseur (au-delà de 30 mm). On limite ainsi le risque d'apparition de criques tout en ménageant le matériel. Typiquement, les outils concernés sont la coulée continue et les cintreuses.[réf. nécessaire]